# Carnide (Lisbonne)
Pour les articles homonymes, voir Carnide.
Carnide est une freguesia de Lisbonne.

## Sport
Le quartier dispose de nombreuses installations sportives, parmi lesquelles le Stade Dr. Agostinho Lourenço, qui accueille la principale équipe de football du quartier, l'Unidos de Lisboa.